# Stazione di Venezia Mestre Ospedale
Stazione di Venezia Mestre Ospedale vasútállomás Olaszországban, Veneto régióban, Velence településen.

## Vasútvonalak
Az állomást az alábbi vasútvonalak érintik:
- Velence–Udine-vasútvonal

## Kapcsolódó állomások
A vasútállomáshoz az alábbi állomások vannak a legközelebb: 
- Venezia Mestre Gazzera railway stop
- Stazione di Mogliano Veneto